# 100 найвизначніших зірок американського кіно за 100 років за версією AFI
Список 100 найвизначніших зірок американського кіно за 100 років за версією AFI (англ. AFI's 100 Years … 100 Stars) входить до циклу «Серія 100 років» і містить імена 50 зірок-легенд американських фільмів за останні сто років, за версією Американського інституту кіномистецтва (AFI).
Список був оголошений 16 червня 1999 року у спеціальній телепередачі на каналі CBS, яку вела акторка Ширлі Темпл. Переможці (25 акторів і 25 акторок) були обрані з 500 номінантів, за результатами голосування більш, як 1800 авторитетних фахівців: митців, критиків, істориків, діячів культури. За правилами відбору номінантами могли бути лише ті актори, які розпочали свою кар'єру до 1950 року, або померли на момент опитування.
Оголошувати список було запрошено 50 сучасних зірок кіно:
| - Кевін Бейкон - Алек Болдвін - Жаклін Біссет - Ернест Боргнайн - Джеймс Каан - Джим Керрі - Чеві Чейз - Шер - Кевін Костнер - Біллі Крістал - Клер Дейнс - Джина Девіс - Рената Артемчук | - Метт Діллон - Річард Дрейфус - Клінт Іствуд - Міа Ферроу - Бріджит Фонда - Пітер Фонда - Морган Фрімен - Тері Гарр - Вупі Голдберг - Джефф Голдблюм - Вуді Харрельсон - Річард Харріс - Голді Хоун | - Грегорі Хайнс - Дастін Гоффман - Анджеліна Джолі - Майкл Кітон - Мартін Ландау - Джессіка Ленг - Ширлі Маклейн - Марша Мейсон - Марлі Матлін - Майк Майерс - Едвард Нортон - Едвард Джеймс Олмос | - Міс Піггі - Лінн Редгрейв - Джулія Робертс - Джина Роулендс - Кевін Спейсі - Сильвестр Сталлоне - Род Стайгер - Шерон Стоун - Біллі Боб Торнтон - Лілі Томлін - Емілі Вотсон - Джеймс Вудс |

Станом на 8 січня 2022 року зі списку легенд живою залишилась тільки Софі Лорен.
|    | Чоловіки                                                          | Чоловіки | Жінки                        | Жінки |
| -- | ----------------------------------------------------------------- | -------- | ---------------------------- | ----- |
|    |                                                                   |          |                              |       |
| 1  | Гамфрі Богарт (1899—1957)                                         |          | Кетрін Гепберн (1907—2003)   |       |
|    |                                                                   |          |                              |       |
| 2  | Кері Грант (1904—1986)                                            |          | Бетт Дейвіс (1908—1989)      |       |
|    |                                                                   |          |                              |       |
| 3  | Джеймс Стюарт (1908—1997)                                         |          | Одрі Гепберн (1929—1993)     |       |
|    |                                                                   |          |                              |       |
| 4  | Марлон Брандо (1924—2004)                                         |          | Інгрид Бергман (1915—1982)   |       |
|    |                                                                   |          |                              |       |
| 5  | Фред Астер (1899—1987)                                            |          | Грета Гарбо (1905—1990)      |       |
|    |                                                                   |          |                              |       |
| 6  | Генрі Фонда (1905—1982)                                           |          | Мерилін Монро (1926—1962)    |       |
|    |                                                                   |          |                              |       |
| 7  | Кларк Гейбл (1901—1960)                                           |          | Елізабет Тейлор (1932—2011)  |       |
|    |                                                                   |          |                              |       |
| 8  | Джеймс Кегні (1899—1986)                                          |          | Джуді Гарленд (1922—1969)    |       |
|    |                                                                   |          |                              |       |
| 9  | Спенсер Трейсі (1900—1967)                                        |          | Марлен Дітріх (1901—1992)    |       |
|    |                                                                   |          |                              |       |
| 10 | Чарлі Чаплін (1889—1977)                                          |          | Джоан Кроуфорд (1908—1977)   |       |
|    |                                                                   |          |                              |       |
| 11 | Гері Купер (1901—1961)                                            |          | Барбара Стенвік (1907—1990)  |       |
|    |                                                                   |          |                              |       |
| 12 | Грегорі Пек (1916—2003)                                           |          | Клодет Кольбер (1903—1996)   |       |
|    |                                                                   |          |                              |       |
| 13 | Джон Вейн (1907—1979)                                             |          | Грейс Келлі (1929—1982)      |       |
|    |                                                                   |          |                              |       |
| 14 | Лоуренс Олів'є (1907—1989)                                        |          | Джинджер Роджерс (1911—1995) |       |
|    |                                                                   |          |                              |       |
| 15 | Джин Келлі (1912—1996)                                            |          | Мей Вест (1893—1980)         |       |
|    |                                                                   |          |                              |       |
| 16 | Орсон Веллс (1915—1985)                                           |          | Вів'єн Лі (1913—1967)        |       |
|    |                                                                   |          |                              |       |
| 17 | Кірк Дуглас (1916—2020)                                           |          | Ліліан Гіш (1893—1993)       |       |
|    |                                                                   |          |                              |       |
| 18 | Джеймс Дін (1931—1955)                                            |          | Ширлі Темпл (1928—2014)      |       |
|    |                                                                   |          |                              |       |
| 19 | Берт Ланкастер (1913—1994)                                        |          | Ріта Гейворт (1918—1987)     |       |
|    |                                                                   |          |                              |       |
| 20 | Брати Маркс Чіко (1887—1961) Гарпо (1888—1964) Граучо (1890—1977) |          | Лорен Беколл (1924—2014)     |       |
|    |                                                                   |          |                              |       |
| 21 | Бастер Кітон (1895—1966)                                          |          | Софі Лорен (нар. 1934)       |       |
|    |                                                                   |          |                              |       |
| 22 | Сідні Пуатьє (1927—2022)                                          |          | Джин Гарлоу (1911—1937)      |       |
|    |                                                                   |          |                              |       |
| 23 | Роберт Мітчем (1917—1997)                                         |          | Керол Ломбард (1908—1942)    |       |
|    |                                                                   |          |                              |       |
| 24 | Едвард Г. Робінсон (1893—1973)                                    |          | Мері Пікфорд (1892—1979)     |       |
|    |                                                                   |          |                              |       |
| 25 | Вільям Голден (1918—1981)                                         |          | Ава Гарднер (1922—1990)      |       |
|    |                                                                   |          |                              |       |